# Irisbus Civis
Pour les articles homonymes, voir Contrat d'insertion dans la vie sociale.
Le Renault Matra Civis est un Autobus guidé par un procédé optique mis au point par Matra Transport. Il existe en version diesel-électrique (Las Vegas), mais également en version trolleybus (Bologne). Outre le système de guidage optique, il ne se distingue du Cristalis guère que par la position centrale du poste de conduite, qui nécessite un allongement d'environ 50 cm de la carrosserie vers l'avant, avec un pare-brise plus incliné. Le système de guidage optique, développé par Siemens Transport, permet de circuler en site propre, même très étroit, sans que le chauffeur ait à tenir le volant. Pour cette raison, il est abusivement présenté comme tramway sur pneus par son constructeur.
Irisbus ne commercialise plus ni le Civis, ni le Cristalis depuis 2010.

## Historique
Au début des années 1990, la division autobus de R.V.I. s’intéresse à la mobilité du futur et présente, lors du Mondial de l’Auto de Paris de 1994, une série de concept-cars répondant au nom « Les Citadines », une étude globale du transport en ville parmi lesquelles le Renault City-Site, un concept développé par Renault Véhicules Industriels, à mi-chemin entre le bus urbain et le tramway. Le véhicule n’est qu’un concept sur le papier et illustré d’images de synthèse, un autobus auquel on pourrait rajouter des modules pour porter sa capacité entre 70 et 200 passagers, un plancher surbaissé et une motorisation hybride gasoil/électricité ou gaz naturel. Le City-Site posait les bases du futur Renault Civis.
Dans les coulisses, une coopération naît entre la division autobus de R.V.I. et Matra Transport, filiale de Lagardère, spécialisée dans les automatismes dans les transports publics, pour créer l'autobus de demain. Un programme est lancé en 1994 et doit permettre d’aboutir à un autobus à plancher bas sur toute la longueur pour en dériver un trolleybus et un autobus Diesel-Electrique. Matra est à l’initiative du projet, pour que les passagers bénéficient à plein d’un bus à plancher plat, encore faut-il que le véhicule s’arrête exactement au bon endroit à l’arrêt de bus, on image alors un système de guidage optique qui doit permettre de stopper le véhicule au centimètre près. On confère ainsi au bus l’avantage du tramway ou du métro. Matra développe ainsi l’ingénierie générale du système de guidage. Pour faire simple, on trace des marques au sol avec de la peinture que le véhicule détecte grâce à des caméras, permettant de suivre automatiquement le circuit qui lui est imposé. Le conducteur n’est là que pour parer à l’imprévu.
Au cours de l’année 1997, Renault présente une maquette statique du Civis échelle 1, réalisée conjointement par RVI (Dominique Pasinetti et Daniel Darlot) et le design Renault (Piero Stroppa, Pierre Castinel, Stéphane Maiore, Benoit Lambert, Pierre Louisnard et Marion Villain) à Vénissieux pour présenter celle-ci au ministre des transports Jean Claude Gayssot lors du salon du GART à Dijon en 1998 et le système de guidage mis au point par Matra Transport, devenu entre-temps Matra Transport International à la suite de son rachat par Siemens en 1995.
http://www.transbus.org/construc/irisbus_civis.html
Renault met en avant la modularité du Civis, disponible en plusieurs longueurs suivant les besoins des réseaux et ose même dire que le Civis est un véhicule propre grâce à ses moteurs électriques, en occultant complètement le groupe électrogène fonctionnant au gasoil. Renault et Matra annoncent même un premier essai par la RATP à la fin de l’année 1998 sur le parcours du Trans Val-de-Marne.
Mais le véhicule n'est pas prêt et faudra attendre la fin de l'année 2000 pour voir les premières livraisons. Entre-temps, la division Autobus et Autocars de Renault fusionne avec celle de l’italien IVECO pour former Irisbus. Le Civis va donc être commercialisé sous la marque Irisbus. 
Les réseaux ne se bousculent pas pour acheter le Civis, seuls ceux de Rouen et Clermont-Ferrand s’y intéressent mais avec beaucoup de réserves. Rouen envisage 57 exemplaires à terme mais ne signe que pour deux exemplaires « tête de série » afin d'évaluer le véhicule à partir de la fin 2000. Clermont-Ferrand, plus réservé encore, prend six exemplaires en tests sous forme de location pendant trois ans. Les véhicules sont livrés en janvier 2001, la présentation s’effectue au cours du mois de février puis les Civis entrent dans une phase d’expérimentation technique, sans passagers. On note des différences entre les faces avant des Civis de Clermont, avec un poste de conduite en position centrale ne permettant pas au chauffeur la vente de billets à bord, et ceux de Rouen avec poste de conduite à gauche, avec une face avant qui sera adoptée, plus tard, par le Cristalis. A Rouen comme à Clermont, les Civis exploités sont des versions diesel, et le système de guidage, en raison de difficultés d’homologation, ne peut servir que pour aider le bus à se positionner à l’approche des arrêts de bus...
En février 2001, le Civis trouve un nouveau client avec le réseau de transports de Las Vegas avec cinq unités fermes et dix en option. En France, la phase de tests prévue pour six mois dure finalement un an avec une mise en exploitation en février 2002 sur le réseau de Rouen. Hélas, le Civis peine toujours à convaincre, les premiers retours d’exploitation sont catastrophiques : une consommation très élevée de l’ordre de 100 litres aux 100 km , soit 30% de plus qu’un Renault Agora avec des pointes allant jusqu'à 150 litres avec la climatisation. La fiabilité est un terme à bannir et les pièces de rechange sont rares et hors de prix. En 2002, Rouen lance une action en justice pour rompre le contrat et abandonne le Civis en octobre 2003. Clermont-Ferrand abandonne l’expérimentation du Civis en décembre 2004. Seules consolations pour Irisbus, le Civis entre en exploitation en juin 2004 à Las Vegas, la version américaine reçoit un moteur Cummins en lieu et place du Renault. La ville de Bologne s’intéresse au Civis mais dans sa version trolleybus, une commande de 49 exemplaires interviendra au cours de l’année 2005.
Le Civis, commercialisé pour la première fois en 2001, a été assemblé dans l'usine Heuliez, filiale d'Irisbus. Les 49 exemplaires fabriqués en version Trolleybus pour le réseau de Bologne ne pourront jamais être mis en service car l'homologation a été refusée en Italie. En 2015, Iveco Bus a dû les remplacer par des Crealis.
Deux prototypes Civis à face avant de Cristalis étaient en service sur le réseau TEOR à Rouen (France) mais ont été remplacés par des Irisbus Citelis et des Irisbus Agora à la suite de nombreux problèmes et d'une consommation excessive de carburant. Seul le guidage optique a été conservé.
La T2C a également brièvement exploité six prototypes Civis.
Le design extérieur de la version pour Las Vegas a été dessiné par Stéphane Maiore du design Renault.
Le Civis, dans sa version thermique, a été un des plus cuisants échecs de la gamme Renault. Les ingénieurs d'Irisbus ont tout tenté pour diminuer la consommation du moteur Renault sans succès, ce qui  condamna, de fait, cette version. Dans le développement du Civis, d’autres modes d’alimentation avaient été étudiés et intégrés au catalogue, un avec l’électricité exclusivement pour en faire un trolleybus, avec ou sans moteur d’appoint et une version bi-mode mixant moteur Diesel et trolleybus. Dès 2005, Irisbus a concentré tous ses efforts sur la version électrique du Civis, en concurrence interne avec le Cristalis dont il partage la base. À Bologne, l’histoire du Civis se répète, les 49 exemplaires commandés sont livrés entre 2007 et 2010, l’aventure tourne au fiasco, le système de guidage est jugé défaillant par les conducteurs, le Civis n’obtient pas le niveau de rendement attendu, si bien que le réseau de Bologne arrête ses Civis en 2011, officiellement faute d’avoir obtenu une homologation des services italiens. Le réseau de Lyon envisagea un temps de reprendre ces Civis en 2014, les tests s'étant révélés un fiasco, l'hypothèse resta sans lendemain.
En 2008, Irisbus est arrivé à vendre trois Civis à la ville espagnole de Castellón, des trolleybus de 12 mètres livrés en 2008 qui ne feront que peu parler d’eux, il faut dire que la ville espagnole avait mis en place des lignes dédiées aux trolleybus permettant une utilisation optimale du système de guidage optique. En 2010, faute de commandes, Irisbus stoppe le Civis, l’histoire du dernier bus développé par Renault demeure chaotique et proche d’un fiasco industriel, toutefois, tout n’est pas à jeter : la base du Civis a permis de développer le Cristalis, une version trolleybus sans système de guidage qui réalisa 172 commandes, quant au système de guidage mis au point par Matra Transports devenu Siemens entre-temps peut être installé sur les autres bus de la gamme Irisbus.

## Caractéristiques techniques
- Constructeur : Irisbus
- Longueur : 18,5 m avec poste de conduite au centre du véhicule
- Largeur : 2,55 m
- Hauteur : 3,40 m
- Capacité de transport : 110 à 120 personnes

## Guidage optique
Le guidage optique Optiguide proposé par Irisbus sur le Civis repose sur le principe du traitement de l'image. Une caméra lit devant le véhicule le marquage peint sur la chaussée et matérialisant la trajectoire optimale. Les informations recueillies sont traitées par un microprocesseur pour agir sur la direction du véhicule comme sur un rail virtuel, d'où l'appellation "Tramway" par Irisbus.
Pendant cette manœuvre, le conducteur est libre de reprendre le volant à tout moment.

## Exploitation
Aujourd'hui, le Civis est utilisé dans plusieurs agglomérations à l'étranger :
| Lieux            | Réseaux | Versions                                     | Quantités | Mises en service | Réforme | Observations - Particularités |
| ---------------- | ------- | -------------------------------------------- | --------- | ---------------- | ------- | --- |
| Las Vegas        | CAT Bus | Civis version diesel-électrique              | 10        | 2004             | 2016    | Les véhicules ont été construits selon les exigences américaines (climatisation renforcée, moteur américain Cummins, etc.). |
| Bologne          | ATC     | Civis version trolleybus                     | 49        | 2008             | 2011    | Livrés à partir de 2008, les véhicules ne furent jamais mis en service, le ministère italien n'ayant jamais statué sur leur sécurité. En 2013 un exemplaire a rejoint le réseau TCL (Lyon) afin de procéder à des tests et, décider ou non d'acheter les trolleybus italiens pour le réseau lyonnais. Les tests non concluants, le véhicule est aujourd'hui stocké chez Iveco Vénissieux. Les autres véhicules seront rendus pour certains à l'usine Heuliez Bus de Rorthais, tandis que d'autres finiront à l'usine de Cerizay. |
| Castellón        | TVRCas  | Civis-Cristalis version trolleybus standards | 3         | 2008             |         | Les véhicules sont à guidage optique |
| Rouen            | TEOR    | Civis à face avant de Cristalis              | 2         | 2001             | 2003    | Les véhicules ont été exploités mais réformés prématurément en raison de nombreux problèmes techniques et de surconsommation de carburant et sont actuellement entreposés chez Heuliez[réf. nécessaire] |
| Clermont-Ferrand | T2C     | Civis 18                                     | 6         | 2001             | 2004    | L'option achat du contrat de crédit-bail n'a pas été levée, les six véhicules Civis disposant du guidage optique ont été retirés en 2006 et remplacés par six véhicules articulés classiques Agora équipés du guidage optique. |
| Paris            | RATP    | Civis 18                                     | 2         |                  | 2005    | Véhicules testés sur les lignes 91 et TVM. Retirés en 2005. |

Le Civis va donner naissance au trolleybus Irisbus Cristalis avec lequel il partage la plupart des éléments. 